# Éliminatoires du Championnat d'Europe de football espoirs 2013 - Groupe 8
Cet article donne les résultats des matchs du groupe 8 des éliminatoires du Championnat d'Europe de football espoirs 2013.

## Classement
| Rang | Équipe      | Pts | J | G | N | P | Bp | Bc | Diff |  | Résultats (▼ dom., ► ext.) |     |     |     |     |     |
| ---- | ----------- | --- | - | - | - | - | -- | -- | ---- |  | -------------------------- | --- | --- | --- | --- | --- |
| 1    | Angleterre  | 21  | 8 | 7 | 0 | 1 | 24 | 3  | +21  |  | Angleterre                 |     | 1-0 | 4-0 | 6-0 | 5-0 |
| 2    | Norvège     | 16  | 8 | 5 | 1 | 2 | 13 | 7  | +6   |  | Norvège                    | 1-2 |     | 2-2 | 1-0 | 2-1 |
| 3    | Belgique    | 11  | 8 | 3 | 2 | 3 | 17 | 15 | +2   |  | Belgique                   | 2-1 | 1-3 |     | 4-1 | 5-0 |
| 4    | Azerbaïdjan | 7   | 8 | 2 | 1 | 5 | 6  | 18 | -12  |  | Azerbaïdjan                | 0-2 | 0-2 | 2-2 |     | 1-0 |
| 5    | Islande     | 3   | 8 | 1 | 0 | 7 | 4  | 21 | -17  |  | Islande                    | 0-3 | 0-2 | 2-1 | 1-2 |     |

## Résultats et calendrier
| 1er septembre 2011 | Angleterre                                                     | 6 - 0 | Azerbaïdjan | Vicarage Road, Watford     |                            |
| 20:30 HEC          | Dawson 5e 89e · Lansbury 21e 73e · Henderson 45e · Waghorn 79e |       |             | Arbitrage : Domagoj Vučkov | Arbitrage : Domagoj Vučkov |
| 20:30 HEC          | Rapport                                                        |       |             | Arbitrage : Domagoj Vučkov | Arbitrage : Domagoj Vučkov |

| 1er septembre 2011 | Islande             | 2 - 1 | Belgique    | Hlídarendi, Reykjavik        |                              |
| 19:00 HEC          | Sigurdarson 25e 87e |       | Benteke 42e | Arbitrage : Miroslav Zelinka | Arbitrage : Miroslav Zelinka |
| 19:00 HEC          | Rapport             |       |             | Arbitrage : Miroslav Zelinka | Arbitrage : Miroslav Zelinka |

| 6 septembre 2011 | Belgique                                           | 4 - 1 | Azerbaïdjan      | Stade Olympique (Kiel), Anvers |                           |
| 18:00 HEC        | Bruno 2e · Mertens 35e · Meunier 81e · Benteke 83e |       | Imamverdiyev 24e | Arbitrage : Ivan Kružliak      | Arbitrage : Ivan Kružliak |
| 18:00 HEC        | Rapport                                            |       |                  | Arbitrage : Ivan Kružliak      | Arbitrage : Ivan Kružliak |

| 6 septembre 2011 | Islande | 0 - 2 | Norvège              | Kópavogsvöllur, Kópavogur |                          |
| 18:15 HEC        |         |       | King 31e · Rogne 87e | Arbitrage : Jakob Kehlet  | Arbitrage : Jakob Kehlet |
| 18:15 HEC        | Rapport |       |                      | Arbitrage : Jakob Kehlet  | Arbitrage : Jakob Kehlet |

| 6 octobre 2011 | Islande | 0 - 3 | Angleterre                     | Laugardalsvöllur, Reykjavik |                            |
| 20:45 HEC      |         |       | Oxlade-Chamberlain 12e 15e 49e | Arbitrage : Clément Turpin  | Arbitrage : Clément Turpin |
| 20:45 HEC      | Rapport |       |                                | Arbitrage : Clément Turpin  | Arbitrage : Clément Turpin |

| 6 octobre 2011 | Azerbaïdjan | 0 - 2 | Norvège                      | Dalga Stadium, Bakou      |                           |
| 15:00 HEC      |             |       | Henriksen 21e · Borven 90+2e | Arbitrage : Arnold Hunter | Arbitrage : Arnold Hunter |
| 15:00 HEC      | Rapport     |       |                              | Arbitrage : Arnold Hunter | Arbitrage : Arnold Hunter |

| 10 octobre 2011 | Norvège     | 1 - 2 | Angleterre               | Marienlyst Stadion, Drammen |                           |
| 19:00 HEC       | Berisha 24e |       | Dawson 3e · Henderson 7e | Arbitrage : Halis Özkahya   | Arbitrage : Halis Özkahya |
| 19:00 HEC       | Rapport     |       |                          | Arbitrage : Halis Özkahya   | Arbitrage : Halis Özkahya |

| 10 octobre 2011 | Azerbaïdjan                   | 2 - 2 | Belgique                    | Dalga Stadium, Bakou     |                          |
| 15:00 HEC       | Imamverdiyev 22e · Özkara 31e |       | De Pauw 40e · De Jonghe 76e | Arbitrage : Marius Avram | Arbitrage : Marius Avram |
| 15:00 HEC       | Rapport                       |       |                             | Arbitrage : Marius Avram | Arbitrage : Marius Avram |

| 10 novembre 2011 | Norvège                      | 2 - 2 | Belgique                 | Viking Stadion, Stavanger |                           |
| 19:00 HEC        | Pedersen 57e · de Lanlay 70e |       | Bruno 2e · Badibanga 60e | Arbitrage : Ilias Spathas | Arbitrage : Ilias Spathas |
| 19:00 HEC        | Rapport                      |       |                          | Arbitrage : Ilias Spathas | Arbitrage : Ilias Spathas |

| 10 novembre 2011 | Angleterre                                               | 5 - 0 | Islande | Colchester Community Stadium, Colchester |                               |
| 20:30 HEC        | Sordell 40e · Kelly 58e · Dawson 86e · Gardner 90e 90+2e |       |         | Arbitrage : Pavle Radovanović            | Arbitrage : Pavle Radovanović |
| 20:30 HEC        | Rapport                                                  |       |         | Arbitrage : Pavle Radovanović            | Arbitrage : Pavle Radovanović |

| 14 novembre 2011 | Belgique                         | 2 - 1 | Angleterre | Stade Charles Tondreau, Mons |                            |
| 20:45 HEC        | Naessens 72e · El Kaddouri 90+1e |       | Kelly 14e  | Arbitrage : Harald Lechner   | Arbitrage : Harald Lechner |
| 20:45 HEC        | Rapport                          |       |            | Arbitrage : Harald Lechner   | Arbitrage : Harald Lechner |

| 29 février 2012 | Angleterre                                               | 4 - 0 | Belgique | Riverside Stadium, Middlesbrough |                         |
| 19:00 HEC       | Lansbury 9e 53e · Caulker 36e · Oxlade-Chamberlain 90+4e |       |          | Arbitrage : Liran Liany          | Arbitrage : Liran Liany |
| 19:00 HEC       | Rapport                                                  |       |          | Arbitrage : Liran Liany          | Arbitrage : Liran Liany |

| 29 février 2012 | Azerbaïdjan  | 1 - 0 | Islande | Dalga Stadium, Bakou       |                            |
| 15:00 HEC       | Gokdemir 41e |       |         | Arbitrage : Emir Alecković | Arbitrage : Emir Alecković |
| 15:00 HEC       | Rapport      |       |         | Arbitrage : Emir Alecković | Arbitrage : Emir Alecković |

| 1er juin 2012 | Norvège             | 1 - 0 | Azerbaïdjan | Marienlyst Stadion (Drammen)    |                                 |
| 18:00 HEC     | Marcus Pedersen 29e |       |             | Arbitrage : Dimitar Meckarovski | Arbitrage : Dimitar Meckarovski |
| 18:00 HEC     | (Rapport)           |       |             | Arbitrage : Dimitar Meckarovski | Arbitrage : Dimitar Meckarovski |

| 5 juin 2012 | Islande                        | 1 - 2 | Azerbaïdjan                                    | KR-völlur (Reykjavik)     |                           |
| 21:15 HEC   | Björn Bergmann Sigurðarson 20e |       | 77e Araz Abdullayev · 90+1e Cavid Imamverdiyev | Arbitrage : Petur Reinert | Arbitrage : Petur Reinert |
| 21:15 HEC   | (Rapport)                      |       |                                                | Arbitrage : Petur Reinert | Arbitrage : Petur Reinert |

| 12 juin 2012 | Norvège                                     | 2 - 1 | Islande                    | Marienlyst Stadion, Drammen   |                               |
| 18h00        | Magnus Eikrem 15e · Joakim Våge Nielsen 86e |       | 26e Rúnar Már Sigurjónsson | Arbitrage : Yevhen Aranovskiy | Arbitrage : Yevhen Aranovskiy |
| 18h00        | (Rapport)                                   |       |                            | Arbitrage : Yevhen Aranovskiy | Arbitrage : Yevhen Aranovskiy |

| 6 septembre 2012 | Azerbaïdjan | 0 - 2 | Angleterre                             | Dalga Stadium, Bakou        |                             |
| 20h00            |             |       | 28e Steven Caulker · 83e Jonjo Shelvey | Arbitrage : Antonis Giachos | Arbitrage : Antonis Giachos |
| 20h00            | (Rapport)   |       |                                        | Arbitrage : Antonis Giachos | Arbitrage : Antonis Giachos |

| 7 septembre 2012 | Belgique            | 1 - 3 | Norvège                                                             | Freethiel, Beveren         |                            |
| 19h30            | Michy Batshuayi 70e |       | 12e (pen.) Harmeet Singh · 60eJo Inge Berget · 90+2eMushaga Bakenga | Arbitrage : Vitali Meshkov | Arbitrage : Vitali Meshkov |
| 19h30            | (Rapport)           |       |                                                                     | Arbitrage : Vitali Meshkov | Arbitrage : Vitali Meshkov |

| 10 octobre 2012 | Angleterre         | 1 - 0 | Norvège | B2net Stadium, Chesterfield |                           |
| 19h00           | Connor Wickham 43e |       |         | Arbitrage : Slavko Vinčić   | Arbitrage : Slavko Vinčić |
| 19h00           | (Rapport)          |       |         | Arbitrage : Slavko Vinčić   | Arbitrage : Slavko Vinčić |

| 10 octobre 2012 | Belgique                                                                  | 5 - 0 | Islande | Freethiel, Beveren         |                            |
| 20h00           | Igor Vetokele 25e 89e · Wannes Van Tricht 69e · Michy Batshuayi 74e 90+3e |       |         | Arbitrage : Padraig Sutton | Arbitrage : Padraig Sutton |
| 20h00           | (Rapport)                                                                 |       |         | Arbitrage : Padraig Sutton | Arbitrage : Padraig Sutton |